# کرکس‌طوطیان

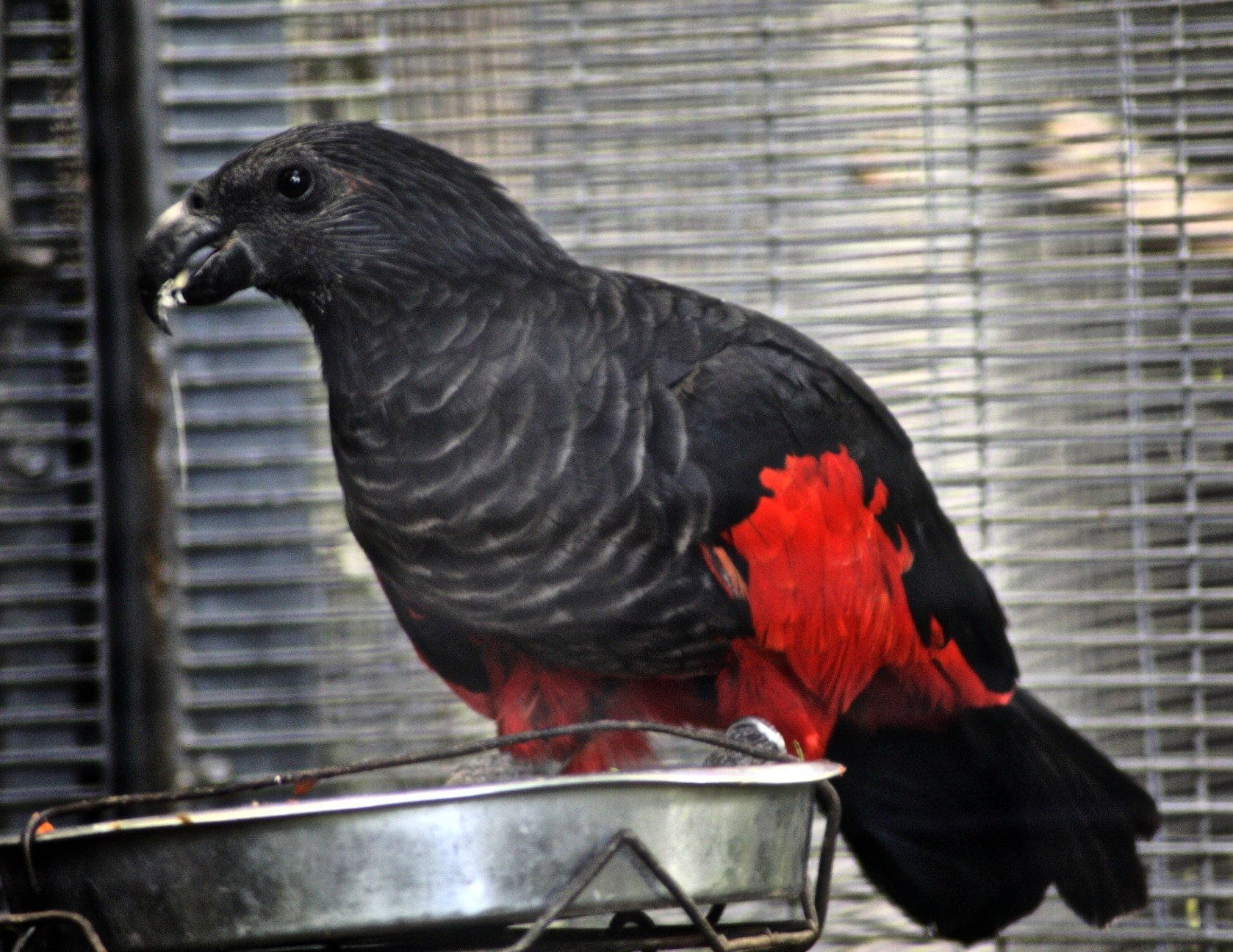
کرکس‌طوطیان(Pesquet) در باغ وحش سن دیگو، ایالات متحده آمریکا

کرکس‌طوطیان (نام علمی: Psittrichasiidae) نام یک تیره از بالاخانواده طوطی‌واران است.